# Kladoruby
Kladoruby (dříve Kraderoby) je vesnice, část města Letovice v okrese Blansko. Nachází se asi 2,5 km na východ od Letovic. Je zde evidováno 108 adres. Trvale zde žije 199 obyvatel.
Kladoruby je také název katastrálního území o rozloze 3,08 km2. Kladoruby leží i v katastrálním území Trávník u Kladorub o rozloze 1,86 km2.

## Okolí
V okolí Kladorub se nachází také samota Andělka. Za komunistického režimu na Andělce bylo rekreační podnikové středisko státní firmy Fruta. Dnes se již na místě rekreační středisko nenachází, pouze zde zbyly chaty, které jsou nyní v soukromém vlastnictví. Dále pak v okolí můžeme narazit na zajímavé skalní pískovcové útvary. Z některých pískovcových útvarů se staly i sochy neznámých i známých umělců. Nejznámější sochou je drak, kterého údajně ztvárnil poblíž Andělky známý umělec Stanislav Rolínek. Soše draka momentálně chybí hlava, neboť byla na tělo nasazena až externě a povídá se, že ji drakovi někdo ukradl.